# Ilha dos Marinheiros (São Pedro e Miquelão)

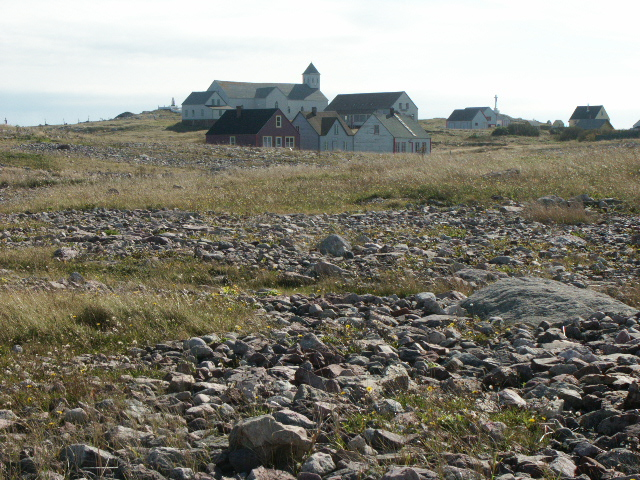
O assentamento abandonado em L'Île-aux-Marins.

A Ilha dos Marinheiros' (em francês: L'Île-aux-Marins, antes de 1931 chamada de Île-aux-Chiens, literalmente "Ilha dos Cães") é uma pequena ilha no oceano Atlântico. Está localizada ao largo da costa de São Pedro e Miquelão e foi uma comuna até 1945, quando foi anexada à comuna (município)  de São Pedro. Tem 1.500 metros de comprimento e sua largura varia de 100 a 400 metros. O ponto mais alto, Cape Beaudry, fica apenas a 35 metros acima do nível médio do mar.
A ilha começou a ser habitada em 1604 e chegou a contar com uma população aproximada de 700 pessoas. Entretanto, a ilha não teve mais uma população permanente desde 1963, quando as últimas famílias se mudaram para a Ilha de São Pedro, embora um pequeno número de pessoas vivem lá de forma sazonal de maio a novembro. É também uma cidade fantasma: ainda existem vários edifícios únicos, como a Igreja, a casa de Jézéquel, o cemitério, uma série de casas de pescadores e o Museu da Archipélitude localizado na única escola da cidade. O casco de um grande navio destruído está no lado norte da ilha e é acessível.